# AaPanel
aaPanel ist ein Webhosting-Kontrollpanel zur Verwaltung von Linux-Servern, das von der chinesischen Firma aaPanel Network Technology Co., Ltd. entwickelt wurde. Es bietet eine grafische Benutzeroberfläche zur Verwaltung von Webseiten, Datenbanken, E-Mail-Diensten, SSL-Zertifikaten und anderen Serverfunktionen.

## Geschichte
aaPanel wurde erstmals im August 2014 veröffentlicht, um eine einfachere Alternative zu kommerziellen Panels wie cPanel und Plesk zu bieten. Im Jahr 2020 wurde es im DigitalOcean Marketplace gelistet, was seine Verbreitung in internationalen Cloud-Umgebungen erleichterte.
Im Jahr 2023 veröffentlichte das europäische Hosting-Unternehmen PQ Hosting eine Einführung in aaPanel mit Fokus auf Automatisierung und Plugin-Unterstützung.
Im Jahr 2024 veröffentlichte der Blogger G. Kibria einen technischen Erfahrungsbericht über aaPanel aus Entwicklersicht.
Bis März 2025 wurde aaPanel auf über 3,6 Millionen Servern weltweit installiert.

## Funktionen
- Ein-Klick-Installation von LAMP- oder LNMP-Stacks
- Verwaltung von Webseiten, Domains und Datenbanken (MySQL, PostgreSQL)
- Automatische SSL-Zertifikate über Let's Encrypt
- Geplante Aufgaben (Cron-Jobs)
- Integrierte Firewall und Unterstützung für Fail2ban
- Datensicherungen (manuell und automatisch)
- Verwaltung von E-Mail-Servern
- Unterstützung mehrerer Sprachen
- Plugin-System für zusätzliche Funktionen (z. B. Docker)